# پیپ ایوان (مارامویورز)
پیپ ایوان (به لاتین: Pip Ivan) یک کوه در اوکراین است که در استان زاکارپاتیا واقع شده‌است. پیپ ایوان ۱٬۹۳۸ متر بالاتر از سطح دریا واقع شده‌است.